# Plats bruts
Plats bruts (en français : « Assiettes sales ») est une série télévisée humoristique catalane en 73 épisodes de 22 à 28 minutes, créée par Joel Joan et Jordi Sánchez i Zaragoza et diffusée entre le 19 avril 1999 et 2002 sur TV3 et rediffusée sur Canal 300.

## Synopsis
Cette série est centrée sur la vie de David Güell et de Josep Lopez.

## Distribution
- Joel Joan : David Güell i Subirana
- Jordi Sánchez i Zaragoza : Josep Lopez
- Anna M. Barbany : Conxita Carbonell
- Mònica Glaenzel : Emma Cruscat de Palausabullabellobach i Gonzàlez
- Montse Pérez : Mercedes de Simancas i Murrieta
- Pau Durà : Pol Requena
- Lluís X. Villanueva : Ramon Zamora
- Mercè Comes : La iaia Assumpció
- Borja Espinosa : Stasky

## Personnages
- David Güell i Sobirana : il étudie à l'Institut del Teatre, et appartient à la haute bourgeoisie de Barcelone. Il est très riche, a une très bonne opinion de lui-même et se prend pour une star. Au début de la série, il a 24 ans.
- Josep Lopez : il est animateur à Ràdio Bofarull. Endetté jusqu'au cou, il est pessimiste et hypocondriaque. Il a 34 ans.
- Emma Cruscat de Palausabullabellobach i Gonzàlez : voisine de David et de Lopez, elle vit dans une cabane en bois sur le toit de l'immeuble. C'est une fille qui porte toujours des vêtements multicolores.
- Conxita Carbonell : la bonne de David (il l'appelle « assistante »), qui lui fait absolument tout (c'est elle qui le douche). Elle aime les armes.
- Mercedes de Simancas i Murrieta : chef de mauvais caractère de Lopez, elle s'occupe de Ràdio Bofarull.
- Ramón Zamora : il travaille également à Ràdio Bofarull, c'est le technicien du son.
- Pol Requena : il travaille au café Maurici, le bar en bas de l'appartement de David et Lopez. Il va à l'Institut del Teatre avec David. Il est homosexuel.
- Oriol Lopez : c'est le père de Lopez. C'est un hippie qui habite à la campagne.
- Doctor Prim : c'est le médecin qui se rend à l'appartement lors de plusieurs épisodes, et pour des motifs divers.
- Starsky : il remplace Pol au bar quand celui-ci part pour Madrid. C'est un personnage excentrique.
- Iaia Assumpció : c'est la grand-mère de David. Elle apparaît à la saison 5, pour remplacer la Carbonell. Sans le vouloir, elle rend la vie impossible à Lopez, et le prend pour une femme de nom Lupe.
- Consol Subirana : c'est la mère de David.
- Doctor Güell : le père de David.

## Commentaires
Plats bruts était une série révolutionnaire car en plus d'être une des premières séries à avoir des sous-titres, elle offrait également au public la possibilité d'activer les commentaires pour les mal-voyants.
Cette série avait une bonne audience, en dépassant le million de téléspectateurs dès le second épisode. Elle réalisait une moyenne de 35 % de parts de marché et réunissait autour de 900 000 téléspectateurs. La première saison de Plats bruts fut doublée en castillan afin d'être diffusée sur ETB 2 (seconde chaîne d'Euskal Telebista).